# Pellucida pendulina
Pellucida pendulina är en svampart som beskrevs av Dulym., Sivan., P.F. Cannon & Peerally 2001. Pellucida pendulina ingår i släktet Pellucida och familjen Hyponectriaceae.   Inga underarter finns listade i Catalogue of Life.